# Александър Невски
Вижте пояснителната страница за други личности с името Александър Невски.
Александър I Ярославич Невски (на руски: Александр Ярославич Невский) е велик княз на Владимирско-Суздалското княжество от 1252 до 1263. Обикновено е смятан за една от най-важните фигури на средновековна Русия, а изследователи като Лев Гумильов разглеждат управлението му като начална точка на формирането на руския етнос.
Александър Невски провежда политика на сближаване със Златната орда и фаворизиране на Източноправославната църква в противовес на европейското влияние. Той нанася две тежки поражения на католическите сили – на 15 юли 1240 срещу шведите в битката при река Нева и на 5 април 1242 срещу тевтонците в битката на Чудското езеро.

## Биография
Александър Ярославич е роден около 1220 в Переславъл Залески, център на владенията на баща му Ярослав Всеволодович. През 1236 той е избран от жителите на Новгород за княз.
Едва 20-годишен Александър Ярославич ръководи военните действия на Новгород срещу Швеция в Шведско-новгородските войни. На 15 юли 1240 с малка армия той напада шведите, които малко преди това са дебаркирали при вливането на река Ижора в Нева. Той удържа победа и шведите се оттеглят, а Александър получава прозвището Невски. Въпреки успеха си, той влиза в конфликт с новгородските боляри и скоро е прогонен от града, като мястото му е заето от брат му Андрей Ярославич.
В началото на 1241 Тевтонският орден предприема настъпление към Новгород и Александър Невски отново е повикан, за да оглави военните действия. На 5 април 1242 двете армии се срещат върху леда в битката на Чудското езеро и Александър Невски отново удържа победа.
Руската историография традиционно придава голямо значение на двете победи на Александър Невски. Въпреки че военният ефект от тях е спорен, те се превръщат в символ на противопоставянето на Русия на Западна Европа и трябва да балансират въздействието върху националното самочувствие на катастрофалните поражения от Монголската империя няколко години по-рано.
През 1247, след смъртта на баща им, Александър Невски и брат му Андрей предприемат пътуване до столицата на Монголската империя, чийто васал е Владимирско-Суздалското княжество. Великият хан в Каракорум определя Андрей за наследник на Ярослав.
През 1251 Александър Невски изпраща пратеници в Норвегия, които сключват договор. Малко по-късно той отива в Сарай, столицата на Златната орда, и обвинява Андрей, че си присвоява част от данъците, дължими на Ордата. През 1252 Бату хан изпраща наказателна експедиция, която нанася поражение на Андрей при Переславъл и Александър става велик княз във Владимир. През 1256 той ръководи лично военна кампания срещу шведите в днешна Финландия, а през 1259 потушава въстание в Новгород.
През цялото си управление Александър Невски се стреми да поддържа добри отношения със Златната орда, като дори принуждава жителите на Новгород да започнат да плащат данък на монголите. Тази политика получава различни обяснения в историографията. Според някои изследователи той прави това, за да предпази страната от нови опустошителни нашествия. Като негови успехи са сочени освобождаването на Православната църква от данъци към монголите и издействането на неучастие на руски войски във водените от тях войни. Други автори твърдят, че той смята заплахата от католицизма за по-силна и предпочита религиозната толерантност на монголите. Според по-критичните изследователи той поддържа васалните отношения като гаранция за собствената си власт в страната.
Александър Невски умира през 1263 в Городец при завръщането си от поредното посещение в Сарай. Той е погребан в столицата Владимир и е канонизиран от Руската православна църква през 1547. Празникът му е на 23 ноември.

## Наследство
В края на 13 век е съставена хрониката „Житие на Александър Невски“ („Житие Александра Невского“), която го описва като идеалния княз-воин и защитник на Русия. По заповед на Петър I останките му са пренесени в манастира Александър Невски в Санкт Петербург, където се намират и днес.
На 21 май 1725 императрица Екатерина I създава ордена Александър Невски като едно от най-високите руски военни отличия. Премахнат след Руската революция от 1917, на 29 юли 1942, по време на Втората световна война, орденът е възстановен в Съветския съюз, за да поднови спомена за войните на Александър срещу германците.
През 1938 година комунистическият режим финансира високобюджетен пропаганден филм с антигерманска и антикатолическа насоченост, режисиран от Дмитрий Василиев и международно известния Сергей Айзенщайн – „Александър Невски“ има голям успех сред публиката, но е спрян от прожекции след сключването на Пакта „Рибентроп-Молотов“ през август 1939 година, за да се върне по екраните след началото на съветско-германската война две години по-късно. Музиката за филма е написана от Сергей Прокофиев, който по-късно я преработва в концертна кантата.
На Александър Невски е наречена улица в квартал „Орландовци“ в София (Карта).